# Paula Cole
Paula Cole (Rockport, Massachusetts, 5 de abril de 1968) es una cantautora estadounidense. Su sencillo «Where Have All the Cowboys Gone?» llegó a la lista de los diez más populares del Billboard Hot 100 en 1997, y el año siguiente ganó el Grammy Award para Best New Artist. Su canción «I Don't Want to Wait» fue el tema de referencia de la serie de televisión Dawson's Creek.

## Comienzos
Cole creció en Rockport, Massachusetts; su madre era profesora de arte de una escuela elemental, y su padre era profesor de biología y ecología en la Universidad Estatal de Salem y músico de polka. Asistió al Instituto de Rockport, donde fue presidenta de su clase sénior y actuó en producciones teatrales escolares como South Pacific. Después asistió al Berklee College of Music en Boston, donde estudió canto de jazz e improvisación. Le fue ofrecido un contrato de grabación por una etiqueta de jazz, pero decidió no aceptarlo.

## Grabaciones
Cole logró su primer éxito cuando fue invitada a participar en la gira de Peter Gabriel de 1993–1994 “Secret World Live”. Poco después firmó con Imago Records. Con ellos realizó su primer álbum Harbinger en 1994. Pero al poco tiempo Imago desapareció. En 1995, firmó con Warner Bros., reeditando Harbinger en el otoño de 1995.

### Peter Gabriel: Secret World Tour
Para reemplazar a Sinéad O'Connor que había dejado la gira, Cole se unió a Peter Gabriel en su gira de 1993-1994 “Secret World Tour”. Se publicó un video de la gira titulado Secret World Live, con Cole como cantante femenina e incluyendo duetos con Gabriel, en concreto la canción "Don't Give Up" donde canta la parte que Kate Bush había grabado con Gabriel en 1986, y Come talk to me. El film recibió en 1996 el Grammy Award para Best Long Form Music Video. Cole es igualmente la vocalista femenina líder en el álbum Secret World Live que documenta la gira.
La gira dio a Cole difusión internacional así como la experiencia de actuar en grandes escenarios.

### Harbinger
Cole publicó su álbum debut, Harbinger, en 1994 con Imago Records. Apareció con Melissa Etheridge para cantar un dúo en VH1.
Harbinger presentó canciones relacionadas con las obsesiones de Cole por la discriminación y la infelicidad. La imagen de la carátula presentaba a Cole de negro en una pose artística muy lograda.

### This Fire
A finales de 1996, Cole publica su segundo álbum en Warner Bros., This Fire, enteramente autoproducido. El primer sencillo, "Where Have All the Cowboys Gone?", llegó al N.º 8 en Billboard. El siguiente sencillo "I Don't Want to Wait" llegó al N.º 11, y fue el tema musical de fondo de la serie televisiva Dawson's Creek.  El tema "Hush, Hush, Hush", un dueto con Peter Gabriel, habla sobre el sida. "Feelin' Love" fue otro sencillo incluido en la banda sonora de City of Angels.
Cole fue de gira con Sarah McLachlan en la Lilith Fair. Cole fue nominada para varios Grammy en 1997. Entre ellos como "Productor del Año" (Cole era la tercera mujer en ser nominada en esta categoría después de Janet Jackson en 1990 y Mariah Carey en 1992); no ganó, pero si el Grammy para el "Mejor Artista Nuevo" del mismo año.

### Amen
Cole se tomó un descanso para tener y empezar a criar a su hija, Sky. En 1999, Cole publicó Amen con la nuevamente formada "Paula Cole Band", pero no tuvo éxito comercial.
Un cuarto álbum fue grabado con Hugh Padgham, pero la discográfica rechazó publicarlo. En 2005, Cole cargó una de las pistas, "Singing Out My Life", en su propia página web.

### Courage
Cole regresó en junio de 2007 con su cuarto álbum de estudio Courage, publicado por Decca Records y producido por Bobby Colomby en los Capitol Studios en Hollywood.

### Ithaca
El quinto álbum de estudio de Cole, Ithaca, fue publicado el 21 de septiembre de 2010. Escribió y coprodujo todas las canciones del álbum. Cole dice que representa su fortaleza interior y su trayectoria.

### Raven
Raven es su sexto álbum de estudio. Estuvo financiado por una campaña Kickstarter del 22 de septiembre de 2012 al 29 de octubre de 2012, y recaudó 75,258 dólares.[cita requerida] El álbum fue publicado el 23 de abril de 2013 en su sello 675. Cole escribió las 11 canciones del álbum que incluye dos de los comienzos de su carrera, "Imaginary Man" y "Manitoba". La mayoría del álbum fue grabado en una semana en Massachusetts.[cita requerida] Los músicos incluyeron al coproductor y baterista Ben Wittman, al guitarrista Kevin Barry y al bajista Tony Levin. Ha trabajado con Wittman y Barry desde que tenía 19 años.

### 7
7 es su séptimo álbum de estudio, publicado el 23 de marzo de 2015 en la tienda de la página web oficial de Cole y en otras páginas de música digital el 10 de abril de 2015. En palabras de Cole: 
```
"Es una colección de canciones que vinieron de repente y urgentemente. Las canciones reclamaron ser escritas y publicadas, como si mi subconsciente necesitara estar fuera de mí, para decirme que piense en todo lo que me pasa. Grabé este álbum en vivo, con un cuarteto acústico. Suena como un álbum melódico hecho en los años 60 y las canciones hablan por ellas mismas".
[
cita
 
requerida
]
```

### Ballads
En junio de 2016, Cole anunció un nuevo proyecto Kickstarter titulado Ballads, que fue publicado el 11 de agosto de 2017.

### This Bright Red Feeling
El 18 de julio de 2016, Cole anunció que vendía este álbum en vivo exclusivamente en CD en sus espectáculos en vivo y en su sitio web, con intenciones de ponerlo en venta en formato digital pronto. El álbum es un registro de su espectáculo en vivo en Nueva York el 1 de mayo de 2016. El título del álbum proviene de un verso de su canción Tiger.

## Situación actual
Desde 2013, Cole es profesora en la facultad de voz del Berklee College of Music mientras continúa su carrera de solista.[cita requerida]

## Discografía

### Álbumes de estudio
| Harbinger                            | - Fecha de liberación: 19 de julio de 1994 - Etiqueta: Imago - Formatos: CD, casete                                              | —   | —  | —  | - Ventas de EE. UU.: 150,000 |
| This Fire                            | - Fecha de liberación: 15 de octubre de 1996 - Etiqueta: Imago / Warner Bros. - Formatos: CD, casete                             | 20  | 26 | 60 | - EE. UU.: 2x Platino        |
| Amen                                 | - Fecha de liberación: 28 de septiembre de 1999 - Etiqueta: Imago / Warner Bros. - Formatos: CD, casete                          | 97  | —  | —  | - Ventas de EE. UU.: 116,000 |
| Courage                              | - Fecha de liberación: 12 de junio de 2007 - Etiqueta: Decca - Formatos: CD, descarga de música                                  | 163 | —  | —  |                              |
| Ithaca                               | - Fecha de liberación: 21 de septiembre de 2010 - Etiqueta: Decca - Formatos: CD, descarga de música                             | —   | —  | —  |                              |
| Raven                                | - Fecha de liberación: 23 de abril de 2013 - Etiqueta: 675 Registros / Unieron Para Oportunidad - Formatos: CD, Descarga Digital | —   | —  | —  |                              |
| 7                                    | - Fecha de liberación: 23 de marzo de 2015 - Etiqueta: 675 Registros - Formatos: CD, Descarga Digital                            | —   | —  | —  |                              |
| Ballads                              | - Fecha de liberación: 11 de agosto de 2017 - Etiqueta: 675 Registros - Formatos: CD, Descarga Digital                           |     |    |    |                              |
| "—" Denota libera aquello no gráfico | |     |    |    |                              |

### E P
Ravenesque
- Fecha de liberación: 17 de enero de 2014

### Álbumes de recopilación
| Título                                       | Detalles                                                                                       |
| -------------------------------------------- | ---------------------------------------------------------------------------------------------- |
| Greatest Hits: Postcards from East Oceanside | - Release date: 6 de junio de 2006 - Label: Warner Bros. / Rhino - Formats: CD, music download |